# Helina fuscisquama
Helina fuscisquama är en tvåvingeart som först beskrevs av Stein 1910.  Helina fuscisquama ingår i släktet Helina och familjen husflugor. Inga underarter finns listade i Catalogue of Life.